# Echinopodium stonei
Echinopodium stonei är en tvåvingeart som beskrevs av Duret 1974. Echinopodium stonei ingår i släktet Echinopodium och familjen svampmyggor. Inga underarter finns listade i Catalogue of Life.